# Gideon Baird
Gideon Baird – detto Giddy – (Belfast, 1º giugno 1877 – Isola di Man, 7 agosto 1897) è stato un calciatore nordirlandese, di ruolo attaccante.
Morì il 1º giugno 1897 in un tragico incidente avvenuto in un luogo imprecisato dell'Isola di Man.

## Palmarès

### Club

#### Competizioni nazionali
- Campionato nordirlandese: 1

Lisburn Distillery: 1895–1896
- Irish Cup: 1

Lisburn Distillery: 1895-1896